# Piccoli orrori
Piccoli orrori è un film del 1994 diretto da Tonino De Bernardi.
Si tratta di un film drammatico a sfondo grottesco diviso in 15 brevi episodi (di cui uno spezzato in 3 diverse parti), sceneggiato dallo stesso regista De Bernardi.
I protagonisti di ogni singolo episodio sono gente di estrazione sociale più o meno simile che vive in luoghi diversi: persone oppresse dalla monotonia giornaliera, che reagiscono talvolta in modo incontrollato camminando su un filo invisibile che li divide dalla razionalità e l'inconscio.